# Герасимов, Пётр Васильевич
Пётр Васи́льевич Гера́симов (1877, Томск — сентябрь 1919, Москва) — российский юрист, издатель, политический деятель. Член III и IV Государственной думы от Костромской губернии.

## Образование
Выдержал экзамен на аттестат зрелости в Костромской гимназии. В 1898—1900 учился на юридическом факультете Московского университета, был исключён и выслан за участие в студенческих волнениях. Окончил Демидовский лицей в Ярославле (1903).

## Адвокат, публицист, политик
Занимался адвокатской практикой в Костроме, присяжный поверенный. В 1905 — издатель газеты «Костромская жизнь», в 1906 — редактор газеты «Костромич».
Член Конституционно-демократической партии (Партии народной свободы), товарищ председателя её костромского отделения. В 1907—1917 — член Государственной думы от Костромской губернии, член комиссии по запросам. Публиковал в провинциальных газетах очерки о думских заседаниях.
С начала Первой мировой войны находился на фронте во главе передового врачебно-питательного отряда Всероссийского земского союза. Пробыл на фронте 2,5 года; его отряд был одним из лучших.
После Февральской революции 1917 года в качестве члена ЦК партии кадетов возглавил её военную организацию. Стремился затормозить развал армии, противостоять большевистской агитации. Неоднократно посещал части Петроградского гарнизона, одной из своих задач видел восстановление власти офицеров в армии. В августе 1917 был сторонником военной диктатуры, считая её «единственно возможным выходом» из ситуации. В октябре 1917 — член Временного совета Российской республики (Предпарламента) от кадетской партии.

## Антибольшевистская деятельность и гибель

П. В. Герасимов.

После прихода к власти большевиков был одним из руководителей петроградского отделения «Национального центра» (организации, объединившей боровшихся против советской власти либеральных политиков), помощником главы антибольшевистского подполья в Петрограде инженера В. И. Штейнингера. Переправлял разведывательную информацию генералу Н. Н. Юденичу, участвовал в отборе кандидатур в правительство, которое планировалось сформировать в городе после его занятия белыми войсками. Находился на нелегальном положении, жил под фамилией Греков.
В начале осени 1919 года арестован в Петрограде вместе со Штейнингером и перевезён в Москву. Во время следствия установить его настоящую фамилию не удалось. Газета «Известия» 23 сентября 1919 года сообщила о расстреле в Москве 67 лиц во главе с Н. Н. Щепкиным. В число этих лиц входил и Герасимов.
Расстрелян как «Пётр Васильевич Греков». Похоронен на Калитниковском кладбище. Только в 1920 на процессе «Тактического центра» была названа его настоящая фамилия.